# Worawut Noisri
Worawut Noisri (thailändisch วรวุฒิ น้อยศรี; * 16. Februar 2005 in Chanthaburi), auch als Fresh bekannt, ist ein thailändischer Fußballspieler.

## Karriere
Worawut Noisri erlernte das Fußballspielen in der Jugend von Buriram United. Im Januar 2023 verpflichtete ihn der Drittligist Chiangrai Lanna FC. Mit dem Verein aus Chiangrai spielte er elfmal in der Northern Region der Liga. Am Ende der Saison 2022/23 stieg er mit dem Verein als Tabellenletzter aus der dritten Liga ab. Nach dem Abstieg wechselte er im Sommer 2023 zu dem ebenfalls in der Northern Region spieltenden Rongsee Maechaithanachotiwat Phayao FC. Für den Verein aus Phayao bestritt er neun Drittligaspiele. Im Sommer 2024 wurde dem Verein die Lizenz für die dritte Liga verweigert. Bis Dezember 2024 war Noisri vertrags- und vereinslos. Im Januar 2025 nahm ihn der Zweitligist Chiangmai United FC unter Vertrag. Sein Zweitligadebüt für den Verein aus Chiangmai gab Worawut Noisri am 2. April 2025 (31. Spieltag) im Heimspiel gegen den Ayutthaya United FC. Bei dem 1:0-Heimerfolg wurde er in der 65. Minute für Nurul Sriyankem eingewechselt.